# Keiko
Keiko (jap. けいこ, ケイコ) – żeńskie imię japońskie.

## Możliwa pisownia
Keiko można zapisać, używając wielu różnych znaków kanji i może znaczyć m.in.:
- 圭子, „kwadratowy klejnot, dziecko”
- 恵子, „błogosławieństwo, dziecko”
- 慧子, „mądrość, dziecko”
- 慶子, „rozradowanie, dziecko”
- 敬子, „respekt, dziecko”
- 佳子, „doskonały, dziecko”
- 桂子, „grujecznik, dziecko”
- 啓子, „objawiać, dziecko”
- 景子, „krajobraz dziecko”

## Znane osoby
- Keiko Agena, aktorka amerykańska pochodzenia japońskiego
- Keiko Fukuda (敬子), japońska judoka
- Keiko Fuji (圭子), właśc. Junko Utada, urodzona jako Junko Abe – japońska piosenkarka
- Keiko Fujimori (恵子), peruwiańska polityk, córka byłego prezydenta Peru Alberta Fujimori
- Keiko Han (恵子), japońska seiyū
- Mazie Keiko Hirono, amerykańska polityk
- Keiko Ichiguchi, japońska mangaka
- Keiko Kitagawa (景子), japońska aktorka i była modelka
- Keiko Masuda (恵子), japońska aktorka i piosenkarka pop
- Keiko Matsui (慶子), japońska pianistka smooth jazz/New age oraz kompozytorka
- Keiko Seiko, japońska aktorka
- Keiko Takemiya (惠子), japońska mangaka
- Keiko Toda (恵子), japońska aktorka i seiyū
- Keiko Utoku (敬子), japońska pianistka
- Keiko Yamada (圭子), japońska piosenkarka J-pop, wokalistka Globe
- Keiko Yamada (圭子), japońska mangaka

## Postacie fikcyjne
- Keiko Asakura (茎子), postać z mangi oraz anime Król szamanów
- Keiko Katou (圭子), bohaterka mangi i anime Strike Witches
- Keiko Onuki (慶子), bohaterka powieści Battle Royale
- Keiko Makino (慧子), bohaterka mangi The Kurosagi Corpse Delivery Service
- Keiko Yukimura (螢子), bohaterka mangi YuYu Hakusho

## Zwierzęta o imieniu Keiko
- Keiko – orka występująca w filmach z serii Uwolnić orkę.